# Chlorobotrydaceae
Famille
Les Chlorobotrydaceae sont une ancienne famille d'algues de l'embranchement des Ochrophyta  de la classe des Eustigmatophyceae et de l’ordre des Eustigmatales, dont le genre type a été ajouté à la famille des Eustigmataceae.

## Étymologie
Le nom vient du genre type Chlorobotrys, composé du préfixe chloro-, vert, et du suffixe -botryo, « groupe ; grappe ».

## Liste des genres
Selon AlgaeBase (17 février 2022) :
- Chlorobotrys Bohlin, 1901